# Ginástica rítmica nos Jogos Europeus de 2015 - 6 maças + 2 arcos
A competição das 6 maças + 2 arcos foi um dos eventos da ginástica rítmica nos Jogos Europeus de 2015, em Baku, no Azerbaijão. Foi disputada na Arena Nacional de Ginástica no dia 21 de junho.

## Calendário
Horário de verão do Azerbaijão (UTC+5).
| Data        | Horário | Fase  |
| ----------- | ------- | ----- |
| 21 de junho | 16:00   | Final |

## Medalhistas
|  | BLR Bielorrússia                                                                         |  | ISR Israel                                                               |  | UKR Ucrânia                                                                           |
|  | Ksenya Cheldishkina Hanna Dudzenkova Maria Kadobina Valeriya Pischelina Arina Tsitsilina |  | Yuval Filo Alona Koshevatskiy Ekaterina Levina Karina Lykhvar Ida Mayrin |  | Olena Dmytrash Yevgeniya Gomon Oleksandra Gridasova Valeriia Gudym Anastasiya Voznyak |

## Resultado final
O resultado final foi o seguinte. 
| Posição           | Ginasta                                                                                                  | Nacionalidade    | Dif.  | Exe.  | Pen. | Total  |
| ----------------- | --- | ---------------- | ----- | ----- | ---- | ------ |
| Medalha de ouro   | Ksenya Cheldishkina Hanna Dudzenkova Maria Kadobina Valeriya Pischelina Arina Tsitsilina                 | BLR Bielorrússia | 9.050 | 8.950 |      | 18.000 |
| Medalha de prata  | Yuval Filo Alona Koshevatskiy Ekaterina Levina Karina Lykhvar Ida Mayrin                                 | ISR Israel       | 8.600 | 8.700 | 0.05 | 17.250 |
| Medalha de bronze | Olena Dmytrash Yevgeniya Gomon Oleksandra Gridasova Valeriia Gudym Anastasiya Voznyak                    | UKR Ucrânia      | 8.250 | 8.850 |      | 17.100 |
| 4                 | Reneta Kamberova Mihaela Maevska-Velichkova Tsvetelina Naydenova Tsvetelina Stoyanova Hristiana Todorova | BUL Bulgária     | 8.400 | 8.350 |      | 16.750 |
| 5                 | Martina Centofanti Sofia Lodi Alessia Maurelli Camilla Patriarca Marta Pagnini                           | ITA Itália       | 8.250 | 8.500 |      | 16.750 |
| 6                 | Daria Kleshcheva Anastasia Maksimova Anastasiia Tatareva Maria Tolkacheva Sofya Skomorokh                | RUS Rússia       | 8.050 | 8.150 |      | 16.200 |